# 크라우디
크라우디(CROWDY)는 2015년 9월에 금융전문가들이 설립한 크라우드펀딩 플랫폼 기업이다. 2016년 금융위원회로부터 정식 인가를 받았다.

## 사업분야
크라우디 리워드

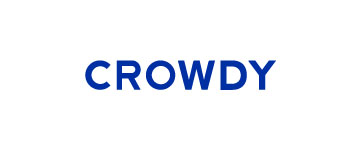

아이디어나 제품이 있는 사람이 대중의 펀딩을 통해 자금을 모집하거나 수익을 내는 크라우드 펀딩이다. 
크라우디 투자
투자자들의 투자금을 스타트업 또는 영화 등에 크라우드 펀딩 형태로 투자한다.